# Zmijavci
Zmijavci est un village et une municipalité située en Dalmatie, dans le comitat de Split-Dalmatie, en Croatie. Au recensement de 2001, la municipalité comptait 2 130 habitants, dont 98,45 % de Croates et le village seul comptait 2 130 habitants.

## Localités
La municipalité de Zmijavci ne compte que le village éponyme de Zmijavci.